# Casatia thermophila
Casatia thermophila Bianucci G., Pesci F., Collareta A., Tinelli C., 2019 è un cetaceo estinto, appartenente ai monodontidi. Visse nel Pliocene inferiore (circa 5 milioni di anni fa) e i suoi resti fossili sono stati ritrovati in Italia.

## Descrizione
Questo animale è noto per un cranio parziale, sufficiente tuttavia a ipotizzarne una ricostruzione. Casatia doveva essere molto simile all'odierno beluga (Delphinapterus leucas), e come questo e altri monodontidi era caratterizzato dalla presenza di un'esposizione mediale delle mascelle anteriore e laterale alle narici ossee esterne. Tuttavia, Casatia si differenziava da tutti gli altri monodontidi noti a causa della presenza di una depressione mediana delle premascelle anteriore alle fosse premascellari, e di un margine mediale della sutura premascellare-mascellare che non era parallela al profilo anterolaterale delle narici ossee esterne.

## Classificazione

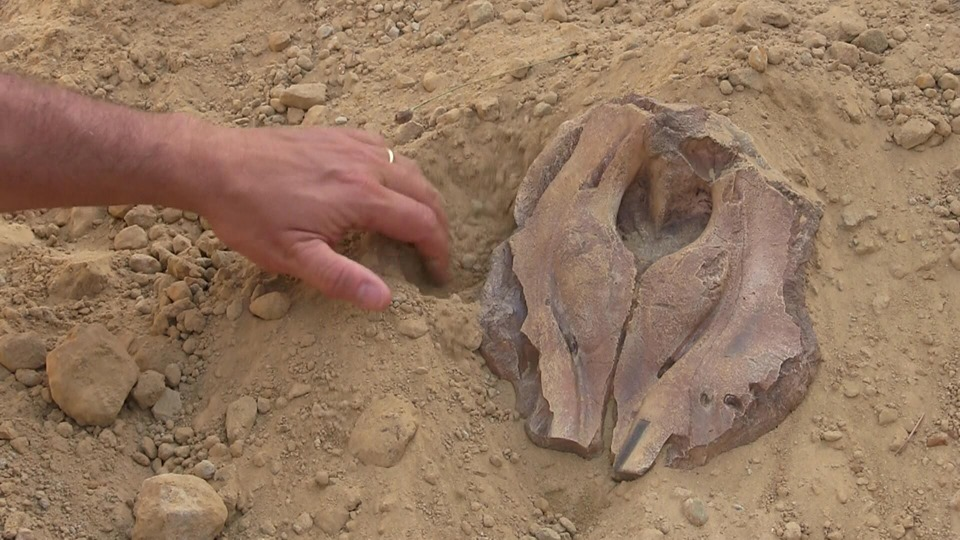
Ritrovamento del cranio di Casatia thermophila

Casatia thermophila è un rappresentante dei monodontidi, un gruppo di cetacei odontoceti attualmente rappresentati dal già citato beluga e dal narvalo (Monodon monoceros). Analisi filogenetiche hanno indicato che Casatia era più vicino al genere Delphinapterus che a Monodon, e che era il sister group di un taxon non ancora descritto e proveniente dal Mare del Nord. L'olotipo di Casatia è stato descritto per la prima volta nel 2019 ed è stato ritrovato in Toscana, nel bacino di Baccinello, in un terreno risalente all'inizio del Pliocene. Il genere Casatia è stato dedicato al ricercatore di fossili toscano Simone Casati del Museo geopaleontologico GAMPS.

## Paleoecologia
L'olotipo di Casatia rappresenta il solo fossile di monodontide nel bacino del Mediterraneo. Insieme a numerosi fossili di vertebrati marini fortemente termofili come lo squalo toro Carcharhinus leucas, lo squalo tigre Galeocerdo cuvier e il sirenide estinto Metaxytherium subapenninum, i fossili di Casatia rappresentano la prova più forte a favore dell'ipotesi secondo la quale i monodontidi un tempo prosperavano nelle basse latitudini, in habitat di acque calde. Sulla base di ricostruzioni filogenetiche, si suppone che i più antichi parenti dei monodontidi attuali potrebbero essersi adattati indipendentemente a vivere negli ambienti di alte latitudini e acque fredde in cui attualmente prosperano i monodontidi. La scomparsa definitiva dei monodontidi termofili del Neogene potrebbe essere attribuita a un episodio di raffreddamento climatico che accompagnò il preludio di una glaciazione a lungo termine avvenuta nell'emisfero boreale circa 3 milioni di anni fa.